# حنفي جبالي
حنفي علي الجبالي (14 يوليو عام 1949 -) هو قاضٍ وسياسي مصري يشغل حالياً منصب رئيس مجلس النواب المصري، شغل في السابق منصب رئيس المحكمة الدستورية العليا، خلفًا للمستشار عبد الوهاب عبد الرازق.

## حياته
- كان حنفي علي جبالي النائب الأول لرئيس المحكمة الدستورية العليا، ورئيسًا للمحكمة خلفًا للمستشار عبد الوهاب عبد الرازق حسن.
- عُيِّن أمين عام اتحاد المحاكم والمجالس الدستورية في الفترة من 2011 إلى 2018.
- وتخرج في كلية حقوق عين شمس سنة 1975، وتدرج في العمل القضائي، وحصل على درجة الدكتوراه في القانون العام.
- سبق الحصول على بكالوريوس التجارة، شعبة المحاسبة من جامعة القاهرة، مايو 1970، بتقدير عام جيد جدا.
- حصل جبالي على ليسانس الحقوق من كلية الحقوق بجامعة القاهرة سنة 1975، بتقدير عام جيد جداً.
- كما حصل على دبلوم الدراسات العليا في القانون العام من كلية الحقوق بجامعة عين شمس سنة 1976 بترتيب الأول.
- نال دبلوم الدراسات العليا في القانون الجنائي من كلية الحقوق بجامعة عين شمس سنة 1977 بتقدير عام «جيد جداً».
- ونال درجة الدكتوراه في القانون العام وعنوان الرسالة «المسئولية عن القوانين- دراسة مقارنة» من كلية الحقوق بجامعة عين شمس سنة 1987 بتقدير «جيد جداً»، وقد شارك في العديد من المؤتمرات الدولية، حيث قدّم فيها أبحاثًا باللغات العربية والإنجليزية والفرنسية.

وللمستشار حنفي جبالي عددًا من المؤلفات منها: المسئولية عن القوانين دراسة مقارنة، الرقابة على دستورية التشريع وغيرها المكثير.
- تدرج جبالي في الوظائف فعين 1976 معاون بالنيابة العامة ومن ثم وكيل للنائب العام، ومندوب بمجلس الدولة.

وفي 1982 عُيِّن مستشار مساعد من الفئة (ب) بمجلس الدولة، ومن ثم مستشار مساعد بهيئة المفوضين بالمحكمة الدستورية العليا، ومن ثم مستشار بهيئة المفوضين بالمحكمة الدستورية العليا، وصولاً لرئيس هيئة المفوضين بالمحكمة الدستورية العليا، ومنها لنائب رئيس المحكمة الدستورية العليا، وصولاً في 2018 لرئيس المحكمة الدستورية العليا، وفي 2021 انتخب رئيساً لمجلس النواب المصري.

## تيران وصنافير
حكم حنفي حكمًا نهائيًا في قضية «تيران وصنافير»، بتأييد الاتفاقية، في قضية ترسيم الحدود البحرية بين مصر والسعودية. ونقل تبعية جزيرتي تيران وصنافير للسعودية.

## رئاسة مجلس النواب
أصبح الحبالي رئيسًا لمجلس النواب المصري في يناير 2021، بعد تأييد 507 نائب من 596 هو إجمالي عدد النواب.

## أهم مؤلفاته
- المسؤولية عن القوانين «دراسة مقارنة».
- الرقابة على دستورية التشريع.
- دور المحكمة الدستورية العليا في فض تنازع الاختصاص القضائي.
- دور المحكمة الدستورية العليا كحصن للشرعية.
- أهم مبادئ المحكمة الدستورية العليا في شأن حقوق الإنسان في الدستور المصري.
- مبادئ وأحكام المحكمة الدستورية بمملكة البحرين - السنوات من بداية عام 2007 حتى نهاية عام 2009.

## التكريم
- وسام الجمهورية، من الطبقة الأولى، 2019.[8]